# Speak English or Die
Speak English or Die è il primo album studio del gruppo punk metal statunitense Stormtroopers of Death, pubblicato nel mese di agosto del 1985. È considerato un pilastro del punk metal, genere ibrido tra thrash metal e hardcore punk.
Dopo che gli Anthrax avevano terminato la registrazione di Spreading the Disease, Scott Ian e Charlie Benante chiamarono alcuni amici e in una settimana registrarono l'album, che fu pubblicato nel 1985 dalla Megaforce Records e ripubblicato nel 1995. Inoltre ne fu pubblicata una platinum edition nel 2000. Dan Lilker ha dichiarato, I testi non avevano mai il proposito di essere seri, ma solo quello di far irritare la gente.

## Tracce
Tutte le tracce scritte dagli S.O.D.
1. March of the S.O.D. – 1:27
2. Sargent D and the S.O.D. – 2:23
3. Kill Yourself – 2:11
4. Milano Mosh – 1:32
5. Speak English or Die – 2:24
6. United Forces – 1:53
7. Chromatic Death – 0:43
8. Pi Alpha Nu – 1:09
9. Anti-Procrastination Song – 0:06
10. What's that Noise – 1:00
11. Freddy Krueger – 2:32
12. Milk – 1:54
13. Pre-Menstrual Princess Blues – 1:20
14. Pussy Whipped – 2:14
15. Fist Banging Mania – 2:04
16. No Turning Back – 0:52
17. Fuck the Middle East – 0:27
18. Douche Crew – 1:35
19. Hey Gordy! – 0:07
20. Ballad of Jimi Hendrix – 0:05
21. Diamonds and Rust (Extended Version) – 0:05

## Bonus track

### Ristampa 1992
- Ram It Up – 1:21

### Ristampa 2000 (tracce studio)
- Identity – 2:50
- Go – 1:07

### Ristampa 2000 (tracce registrate live a Tokyo)
- March of the S.O.D./Sargent D and the S.O.D. – 4:25
- Kill Yourself – 4:08
- Milano Mosh – 2:09
- Speak English or Die – 4:31
- Fuck the Middle East/Douche Crew – 3:11
- Not/Momo/Taint/The Camel Boy/Diamonds and Rust/Anti-Procrastination Song – 1:24
- Milk – 4:08
- United Forces – 2:01
- untitled track – 2:05
- Ram It Up (bonus studio track) – 1:21

### Platinum edition
1. Identity
2. Go
3. March of the S.O.D./Sargent "D"
4. Kill Yourself
5. Milano Mosh
6. Speak English or Die
7. Fukk the Middle East/Douche Crew
8. Not/Momo/Taint/The Camel Boy/Diamonds and Rust...
9. Milk
10. United States

## Crediti
- Billy Milano – voce
- Scott Ian – chitarra, voce d'accompagnamento, produttore
- Dan Lilker – basso, voce d'accompagnamento
- Charlie Benante – batteria, chitarra in United Forces, fotografia, copertina
- Joe Darone - fotografia
- Tim Gilles - ingegneria del suono, missaggio
- Dr. Timo G. Less - digital remastering
- Alex Perialas - produttore, ingegneria del suono
- Jon Zazula - produttore esecutivo
- Marsha Zazula - coordinatore progetto